# Relazioni bilaterali tra Italia e Regno Unito
Le relazioni bilaterali tra Italia e Regno Unito fanno riferimento ai rapporti diplomatici tra la Repubblica Italiana e il Regno Unito di Gran Bretagna e Irlanda del Nord. L'Italia ha un'ambasciata a Londra, due Consolati generali ad Edimburgo e Londra e sei consolati onorari a Bedford, Belfast, Gibilterra, Glasgow, Hamilton e Liverpool. Il Regno Unito ha un'ambasciata a Roma, un Consolato generale a Milano e cinque consolati onorari a Cagliari, Catania, Genova, Napoli e Venezia.
Dal 6 ottobre 2022 l'ambasciatore d'Italia nel Regno Unito è Inigo Lambertini. 
L'ambasciatore britannico a Roma è Edward Llewellyn, che ricopre questo incarico da febbraio 2022.

## Storia

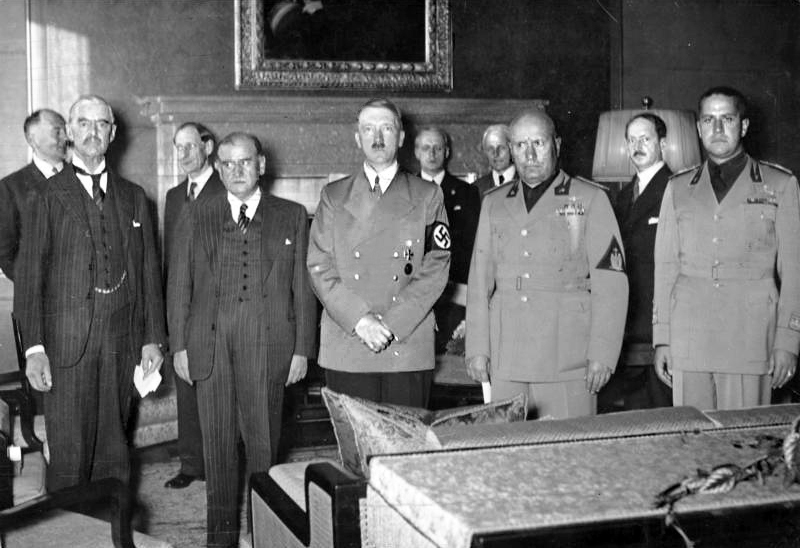
Da sinistra a destra, Chamberlain, Daladier, Hitler, Mussolini e il Ministro degli Esteri italiano, Galeazzo Ciano, poco prima della firma dell'accordo di Monaco.

Le relazioni diplomatiche tra i due paesi precedono cronologicamente sia l'unificazione italiana, sia l'Union Act del 1707, essendovi già in precedenza degli scambi diplomatici tra il Regno d'Inghilterra e lo Stato della Chiesa, in particolare durante la lotta per le investiture, tra Guglielmo II e Giovanni appoggiati rispettivamente dall'arcivescovo di Canterbury, Anselmo d'Aosta, e da Stephen Langton. La faida terminò con la scomunica di Giovanni. Successivamente, il Regno di Gran Bretagna prima e il Regno di Gran Bretagna e Irlanda poi ospitarono diversi ambasciatori provenienti dai vari stati pre-unitari della penisola italiana, tra i quali ad esempio il Regno di Napoli e il Regno di Sardegna. Il governo britannico appoggiò anche diplomaticamente il Risorgimento italiano, tanto da celebrare l'eroe dell'unificazione, Giuseppe Garibaldi.

### XX secolo
Il 26 aprile 1915 Italia e Regno Unito firmarono il Patto di Londra e risultarono tra i vincitori della prima guerra mondiale. L'intelligence britannica inizialmente appoggiò l'ascesa al potere di Mussolini in Italia, con il quale i rapporti si raffreddarono solo con il primo governo MacDonald.
I governi britannici recuperarono poi ottimi rapporti con Roma durante il periodo in cui Dino Grandi rivestì la carica di ambasciatore d'Italia a Londra, tant'è che il Regno Unito - adombrando insieme alla Francia la possibile firma del patto Hoare-Laval - dimostrava di accettare le mire espansionistiche italiane in Abissinia (la moderna Etiopia); solo l'esito bellico che ebbero le pretese italiane, provocando le sanzioni della Società delle Nazioni, indusse Londra a maggiore distacco. Anche così, la diplomazia britannica non mancò di coinvolgere Roma nel tentativo di giungere ad una composizione con Hitler con la conferenza di Monaco. 
Quando però, in seguito alla firma del patto tripartito da parte di Mussolini, l'Italia partecipò alla seconda guerra mondiale al fianco dell'Asse, i britannici si impegnarono strenuamente sul fronte opposto, resistendo all'attacco italiano in Egitto e contrattaccando vittoriosamente in Libia. 
Nel 1943 l'Italia meridionale venne invasa dagli Alleati, Mussolini fu deposto come capo del governo e nel nord Italia si formò uno stato fantoccio della Germania nazista: i britannici risalirono la penisola insieme con gli altri Alleati e contribuirono ad abbattere la Repubblica Sociale Italiana, la cui disfatta avvenne nella primavera del 1945.

### XXI secolo
Oggigiorno Italia e Regno Unito intrattengono ottimi rapporti di amicizia. La regina Elisabetta II - che dal 1946 aveva già visitato l'Italia in tre occasioni, nel 1961, nel 1980, nel 2000 - svolse la sua ultima visita ufficiale in Italia nell'aprile del 2014, quando venne ricevuta dal Presidente della Repubblica Giorgio Napolitano.

## Relazioni culturali
Ogni anno l'Italia è visitata da circa 5 milioni di turisti britannici, mentre sono un milione i turisti italiani che visitano il Regno Unito. Inoltre ci sono circa 30.000 britannici residenti in Italia e 200.000 italiani che vivono nel Regno Unito.
Nel 2011, 7.100 studenti italiani frequentavano università nel Regno Unito, ponendosi come settima nazionalità più numerosa a livello europeo e quindicesima a livello globale.
Altro retaggio culturale britannico in Italia è il calcio, introdotto in Italia dagli emigrati britannici durante gli anni '80 dell'1800. Il Genoa Cricket and Football Club, la più antica società calcistica italiana ancora in attività, fu fondato da degli inglesi, inizialmente come rappresentativa britannica di cricket. Nel 1896 James Richardson Spensley fondò la sezione calcistica del club e ne divenne il primo allenatore. Nel 1887 Edoardo Bosio, mercante italiano operante nel Regno Unito nell'industria tessile, tornò in Italia e fondò il Torino Football & Cricket Club.

## Politica

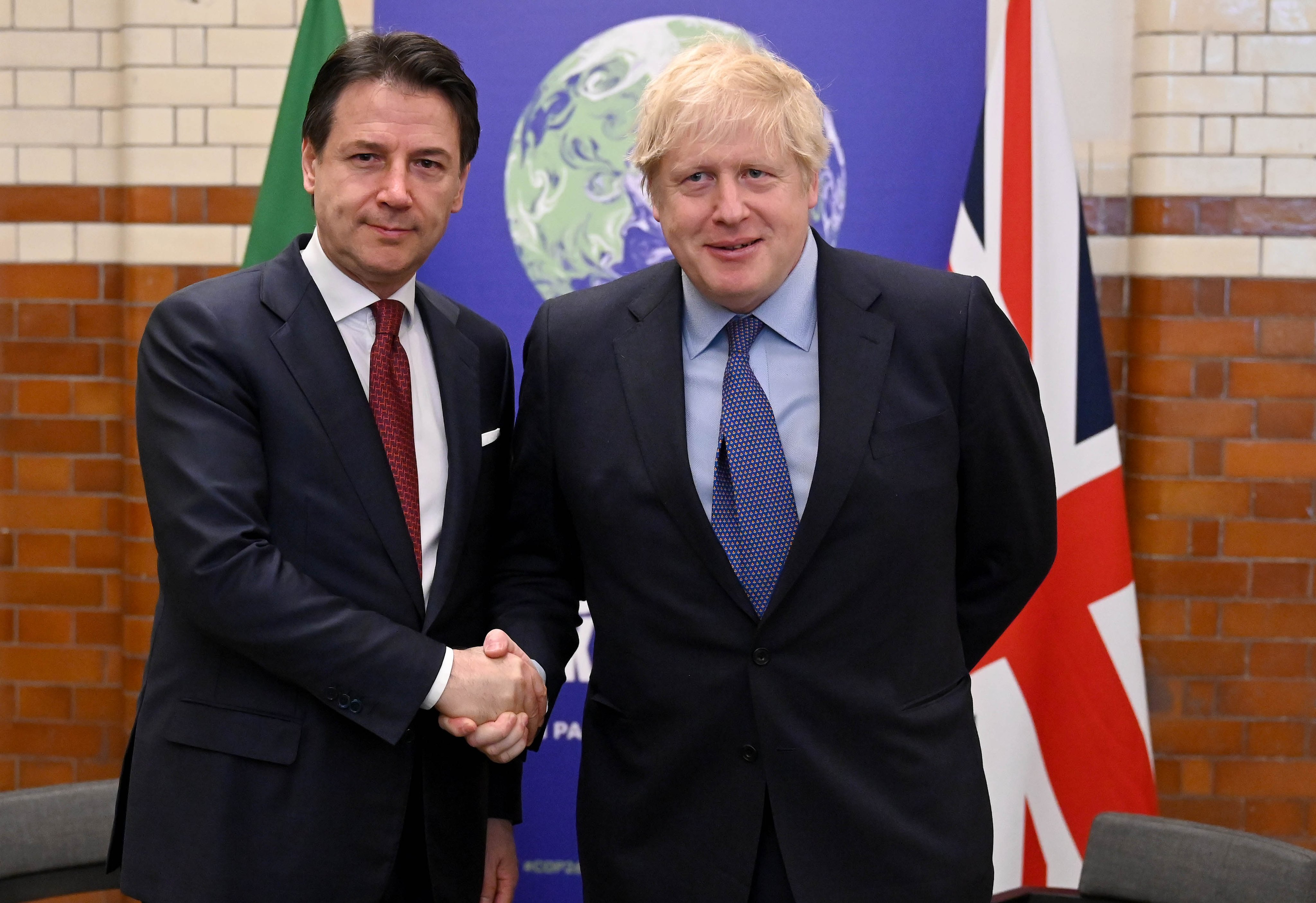
Il Presidente del Consiglio italiano Giuseppe Conte con il Primo Ministro britannico Boris Johnson nel 2020

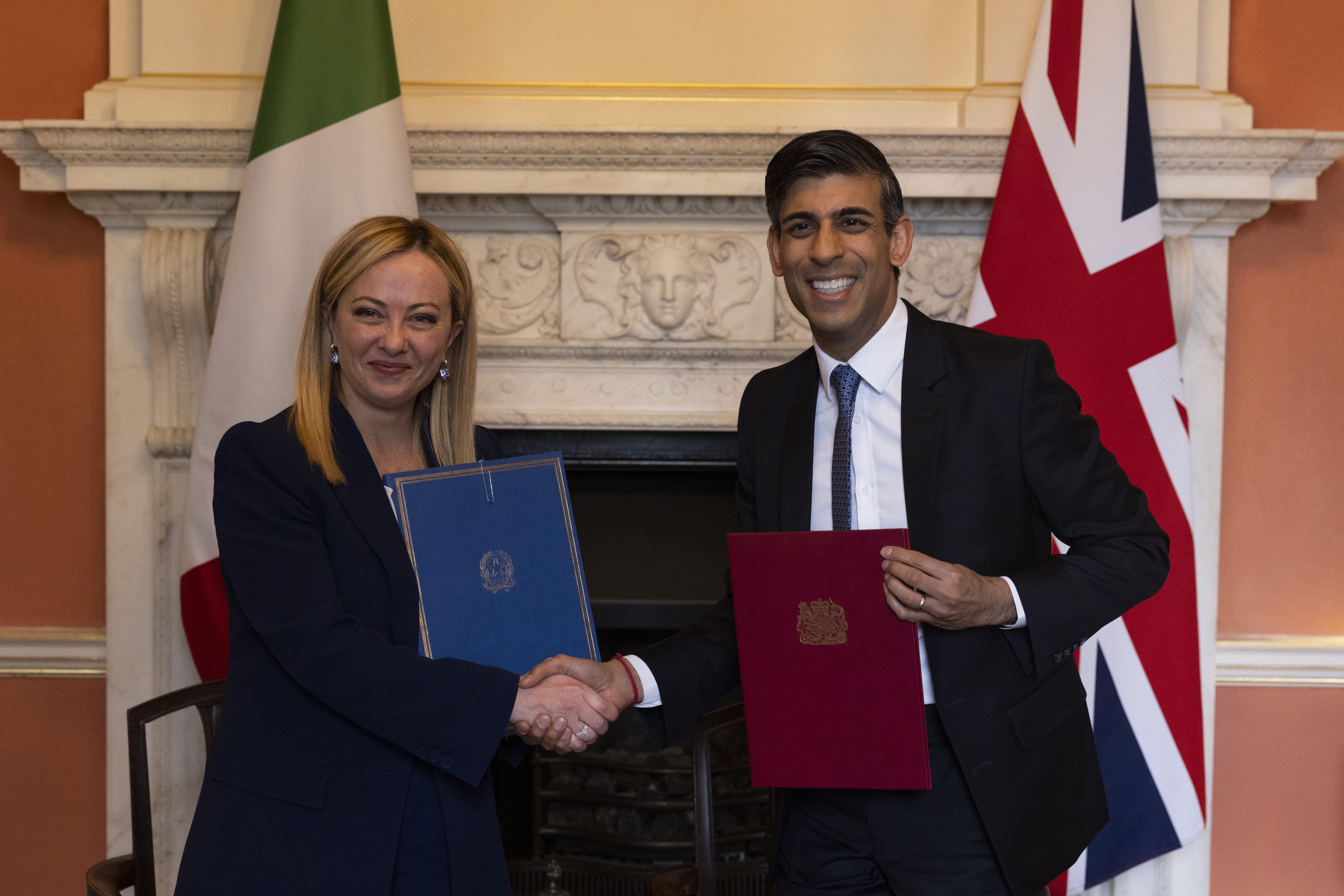
Giorgia Meloni e Rishi Sunak a Londra, 2023

Entrambi i paesi sono membri della NATO, dell'OSCE e del G7. Attualmente l'Italia fa parte dell'Unione europea, mentre il Regno Unito ne è stato membro dal 1973 al 2020, fino a quando la nazione britannica è definitivamente uscita dall'Unione.